# Jakob Richard Ruhl
Jakob Richard Ruhl (* 12. Februar 1878 in Springstille; † nach 1942) war ein deutscher Reichsgerichtsrat. 

## Leben
Der Preuße Ruhl wurde 1899 vereidigt. 1908 ernannte man ihn zum Amtsrichter und 1912 zum Landrichter. 1919 wurde er zum Landgerichtsrat und im selben Jahr noch zum Landgerichtsdirektor befördert. 1928 kam er an das Reichsgericht. Er war im IV. und V. Zivilsenat tätig. 1936 wurde er für einige Monate im IV. Zivilsenat eingesetzt.